# Єреван (аеропорт)
Міжнародний аеропорт «Звартноц» (вірм. Զվարթնոց Միջազգային Oդանավակայան, (IATA: EVN, ICAO: UDYZ)) — аеропорт, що розташований за 10 км на захід від Єревана, у марзі (області) Армавір, Вірменія.
Аеропорт є хабом для Armenia Aircompany. Це головний цивільний аеропорт Вірменії та один із найважливіших на Кавказі. Аеропорт створений за проектом архітекторів А. Тарханяна, С. Хачікяна, Л. Черкезяна, Ж. Шехляна і конструктора С. Багдасаряна, був зданий в експлуатацію в 1980 році.
1992 року в аеропорту почалипрацювати російські прикордонники.
18 грудня 2001 Уряд Вірменії підписав договір з аргентинською компанією «Корпорасьон Америка» про управління аеропортом строком на 30 років з 9 червня 2002 року. 
«Звартноц» може обслуговувати будь-які типи сучасних повітряних суден. З усіх пасажирів, що вилітають аеропорт утримує мито в розмірі 10 000 драмів (з 2009 р. входить у вартість авіаквитків). До центру Єревану можна дістатися на громадському транспорті — автобусом і маршрутним таксі за 250 драм, час у дорозі — 40 хвилин, або на таксі від 1 300 до 4 500 драмів, час у дорозі — 15 хвилин. Міжнародний аеропорт «Звартноц» розташований біля храму Звартноц. Будівництво аеропорту було закінчено в 1981 році. У 1998 році був відкритий новий вантажний термінал.
У 2004 році почалося будівництво нового міжнародного терміналу. Влітку 2007 р. новий термінал було відкрито.
З 5 жовтня 2011 року новий термінал розпочав повноцінну роботу. Після введення в експлуатацію, аеропорт зможе обслуговувати до 3 млн пасажирів на рік.
У березні 2024 року Вірменія заявила про плани зупинити роботу російських прикордонників в аеропорту. За даними секретаря Ради безпеки Вірменії Армена Григоряна їх мали замінити Прикордонні війська Вірменії.
У липні 2024 року російські прикордонники припинили службу у Єревані й покинули аеропорт, представники Росії та Вірменії домовилися про передачу охорони кордону в аеропорту вірменській стороні.

## Авіалінії та напрямки
Дані наведено станом на листопад 2019.

### Пасажирські
| Авіакомпанія                   | Пункт призначення |
| ------------------------------ | --- |
| Aegean Airlines                | Афіни Сезонний: Іракліон Сезонний чартер: Родос, Салоніки |
| Aeroflot                       | Москва-Шереметьєво |
| Air Arabia                     | Шарджа |
| Air Cairo                      | Хургада, Шарм-ель-Шейх |
| Air France                     | Париж-Шарль де Голль |
| airBaltic                      | Сезонний: Рига (з 3 травня 2020) |
| Armenia Aircompany             | Багдад, Бейрут, Ліон, Мінеральні Води, Москва-Внуково, Тель-Авів, Воронеж Сезонний чартер: Наджаф, Акаба, Барселона, Батумі, Ербіль,Іракліон, Кос, Кувейт, Ларнака, Патрас, Родос, Ріміні, Сулейманія, Салоніки, Тиват, Варна, Венеція |
| AlMasria Universal Airlines    | Сезонний чартер: Шарм-ель-Шейх |
| AMC Airlines                   | Сезонний: Хургада |
| Arkia                          | Сезонний: Тель-Авів |
| Armenia Airways                | Тегеран-Імам Хомейні |
| Atlantis Armenian Airlines     | Сезонний: Батумі |
| Austrian Airlines              | Відень |
| Азимут                         | Калуга (з 10 грудня 2019),, Краснодар, Ростов-на-Дону, Ставрополь |
| Belavia                        | Мінськ |
| Brussels Airlines              | Брюссель |
| Bulgaria Air                   | Сезонний чартер: Варна |
| Bulgarian Air Charter          | Сезонний чартер: Бургас |
| Cham Wings                     | Дамаск |
| flydubai                       | Дубай |
| FlyEgypt                       | Сезонний чартер: Хургада, Шарм-ель-Шейх |
| FlyErbil                       | Багдад, Ербіль |
| Freebird Airlines              | Сезонний чартер: Анталія |
| Georgian Airways               | Тбілісі Сезонний: Батумі |
| Iran Aseman Airlines           | Тегеран-Імам Хомейні |
| Israir                         | Сезонний: Тель-Авів |
| Kish Air                       | Сезонний: Тегеран-Імам Хомейні |
| Korean Air                     | Сезонний чартер: Сеул-Інчхон |
| LOT Polish Airlines            | Варшава-Шопен |
| Middle East Airlines           | Бейрут |
| Nesma Airlines                 | Сезонний чартер: Каїр |
| Nordwind Airlines              | Москва-Шереметьєво, Сочі |
| Orange2Fly                     | Сезонний чартер: Хургада |
| Pegas Fly                      | Мінеральні Води, Москва-Шереметьєво, Нижній Новгород, Ростов-на-Дону, Ст Петербург, Самара, Сочі |
| Qatar Airways                  | Доха |
| Red Wings Airlines             | Москва-Домодєдово |
| Ryanair                        | Мілан-Бергамо (з 14 січня 2020), Берлін-Шенефельд (з 31 березня 2020) Рим-Чіампіно (з 14 січня 2020) |
| S7 Airlines                    | Москва-Домодєдово, Новосибірськ |
| SCAT                           | Нур-Султан |
| SkyUp                          | Київ-Бориспіль Сезонний: Одеса |
| Smartavia                      | Москва-Домодєдово, Ст Петербург |
| TAROM                          | Бухарест |
| Ukraine International Airlines | Київ-Бориспіль Сезонний: Одеса |
| Ural Airlines                  | Краснодар, Москва-Домодєдово, Москва-Жуковський, Ростов-на-Дону, Ст Петербург, Самара, Сочі, Волгоград, Єкатеринбург Сезонний: Анапа                                                                                                   |
| UTair Aviation                 | Москва-Внуково Сезонний: Сургут |
| UVT Aero                       | Сезонний: Казань |
| Zagros Airlines                | Сезонний чартер: Тегеран-Імам Хомейні |

### Вантажні
| Авіакомпанія  | Пункт призначення |
| ------------- | ----------------- |
| Air Armenia   | Франкфурт–Хан     |
| Coyne Airways | Тбілісі           |

## Статистика
| Рік                | 2005      | 2006      | 2007      | 2008      | 2009      | 2010      | 2011      | 2012      | 2013      | 2014      | 2015      | 2016      | 2017      | 2018      |
| ------------------ | --------- | --------- | --------- | --------- | --------- | --------- | --------- | --------- | --------- | --------- | --------- | --------- | --------- | --------- |
| Пасажирообіг       | 1,111,400 | 1,125,698 | 1,387,002 | 1,480,000 | 1,447,397 | 1,612,016 | 1,600,891 | 1,691,815 | 1,691,710 | 2,045,058 | 1,879,667 | 2,105,540 | 2,448,250 | 2,690,727 |
| Вантажообіг (тонн) | 9,119     | 9,276     | 10,004    | 10,774    | 8,400     | 8,800     | 10,014    | 12,251    | 10,361    | 10,345    | 10,123    | 18,269    | 22,324    | 18,069    |
| Авіатрафік         | 6,897     | 6,746     | 7,953     | 8,624     | 8,699     | 9,783     | 9,858     | 10,392    | 8,721     | 10,409    | 9,012     | 9,266     | 10,621    | 11,580    |

## Галерея

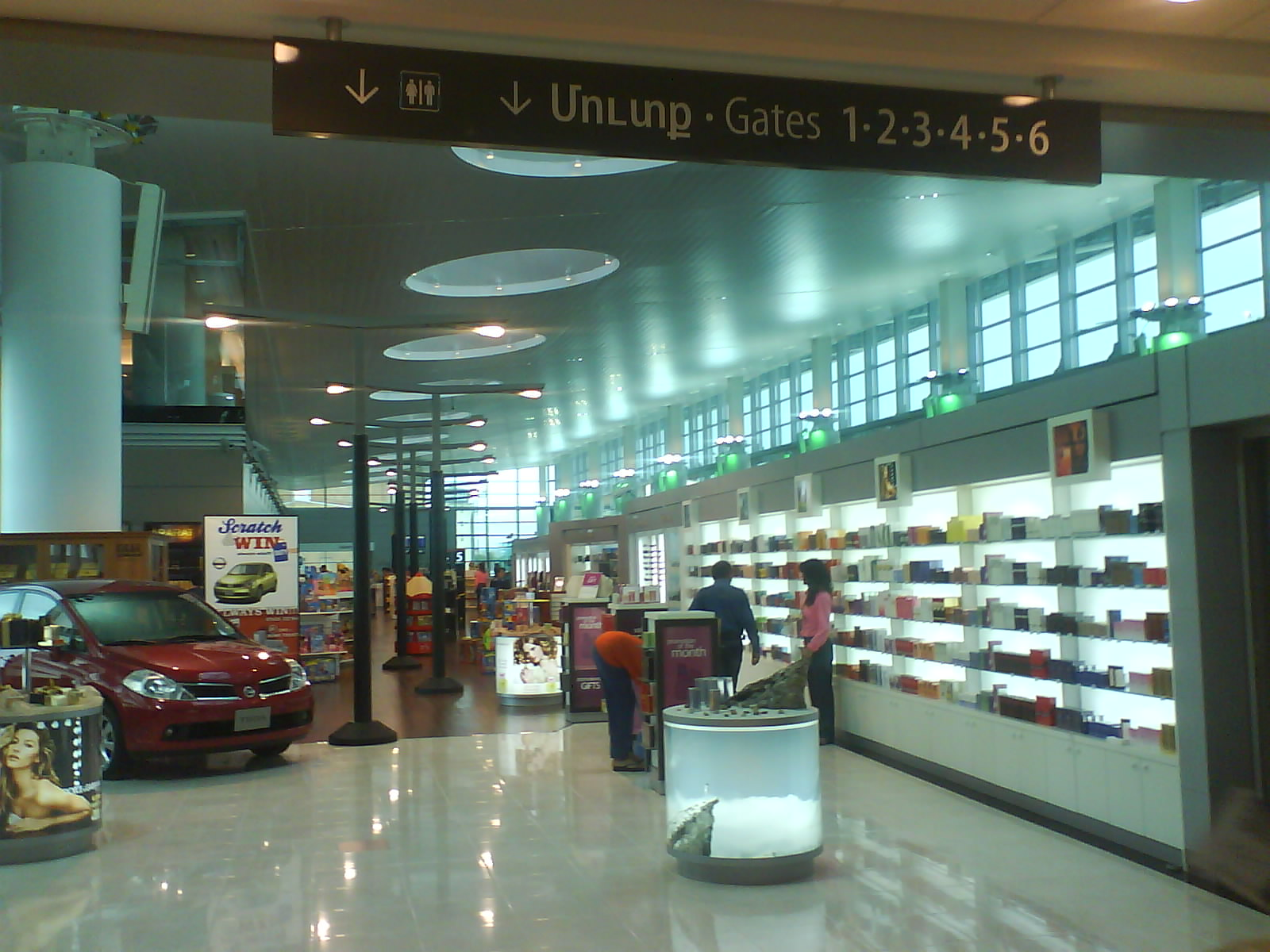
Зал вильоту пасажирів міжнародних авіаліній
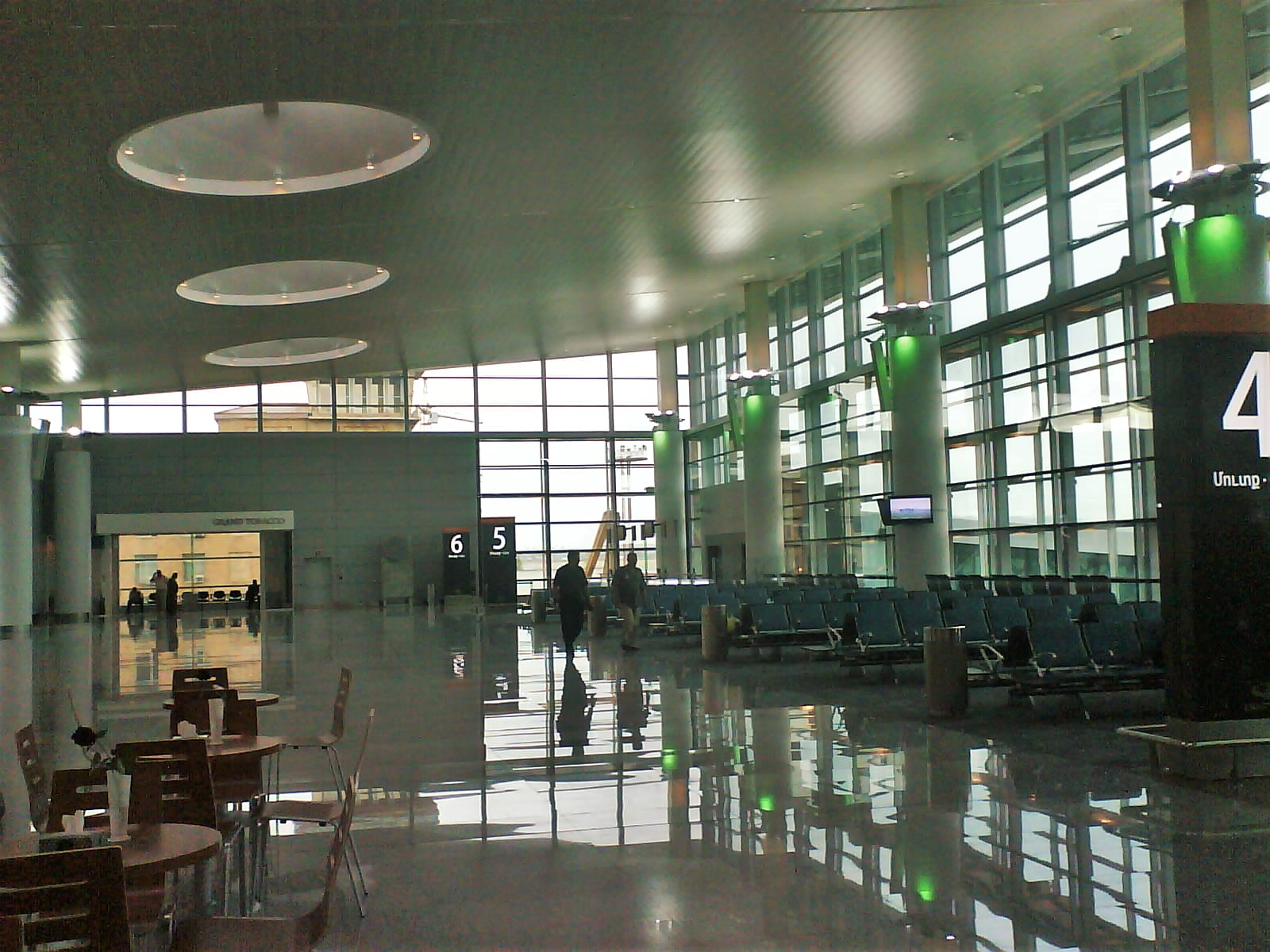
Зал вильоту пасажирів міжнародних авіаліній
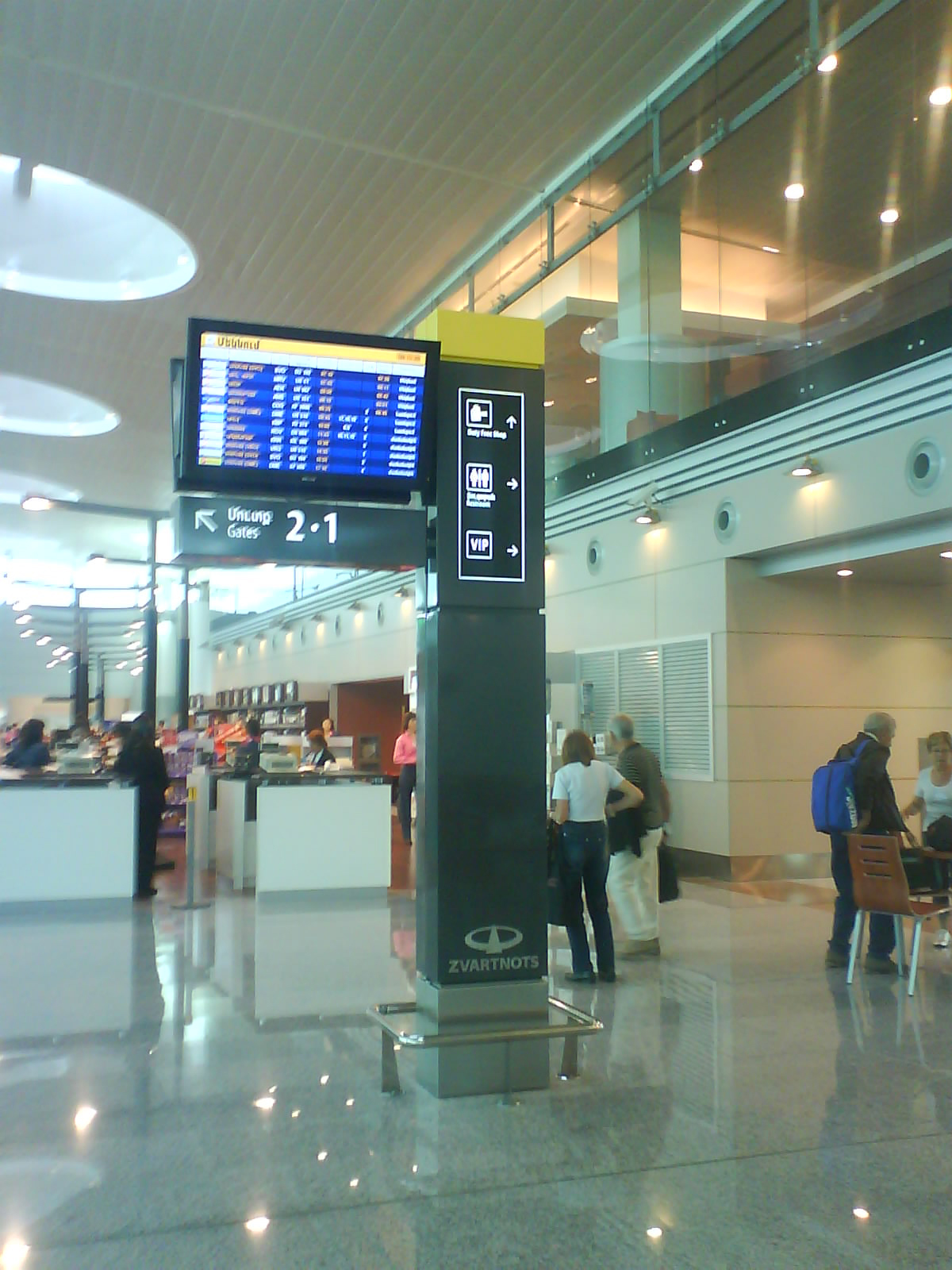
Табло вильоту пасажирів міжнародних авіаліній
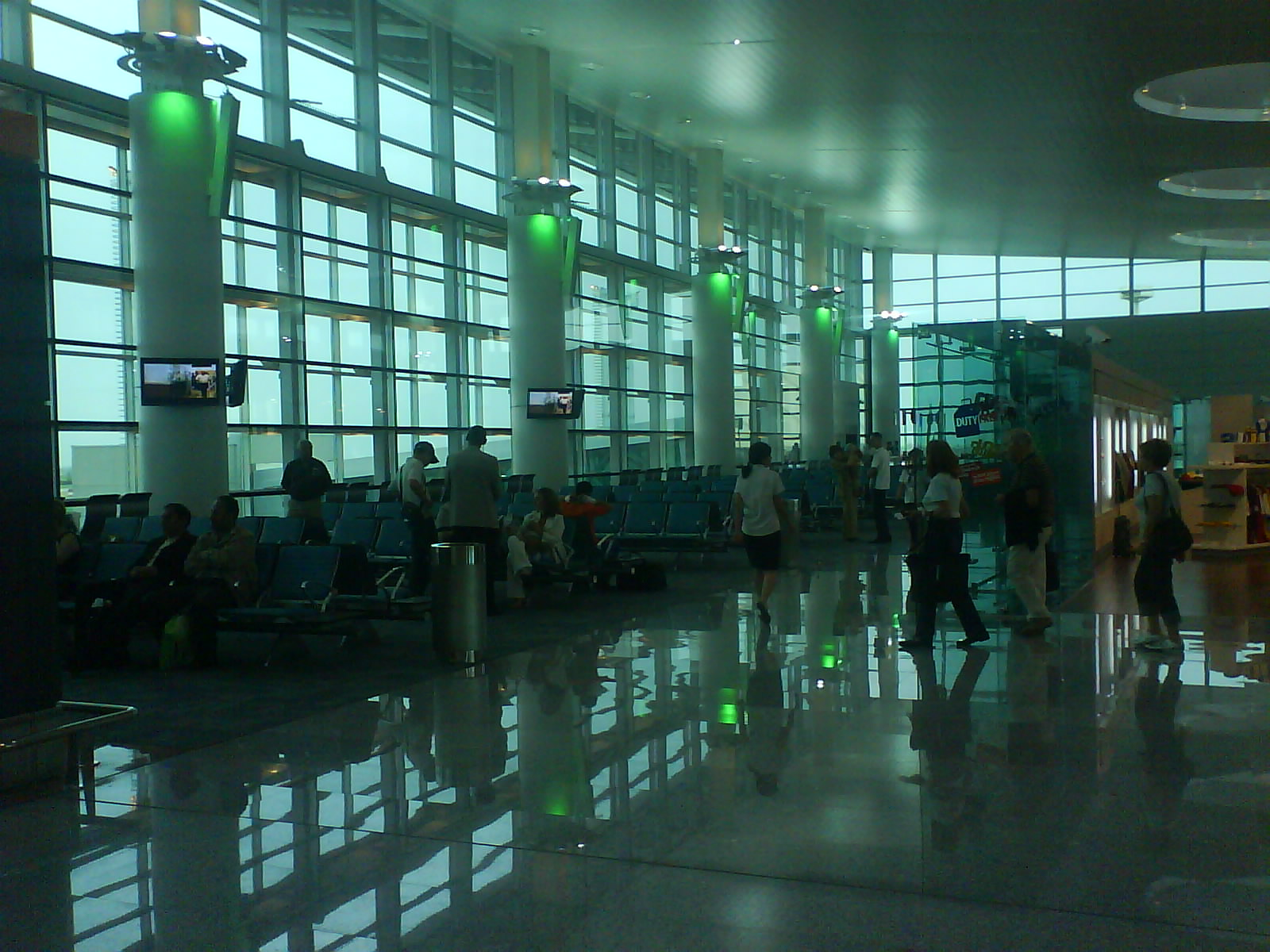
Зал вильоту пасажирів міжнародних авіаліній
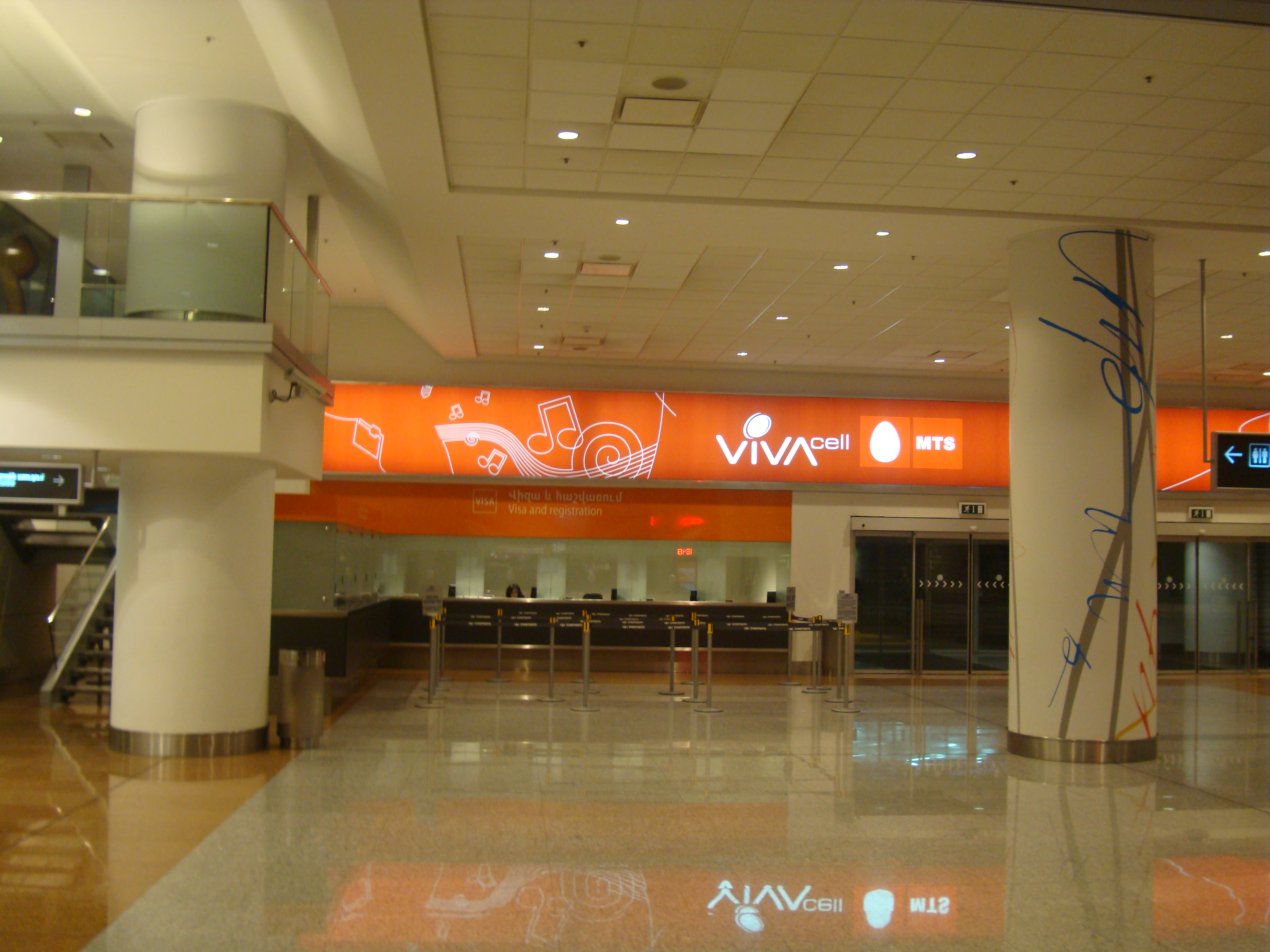
Зал прибуття пасажирів міжнародних авіаліній
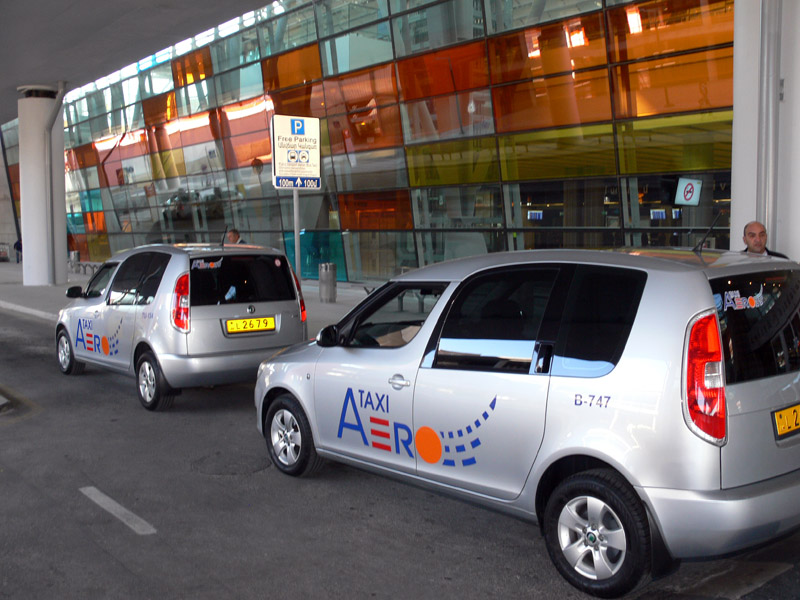
Офіційний таксі сервіс
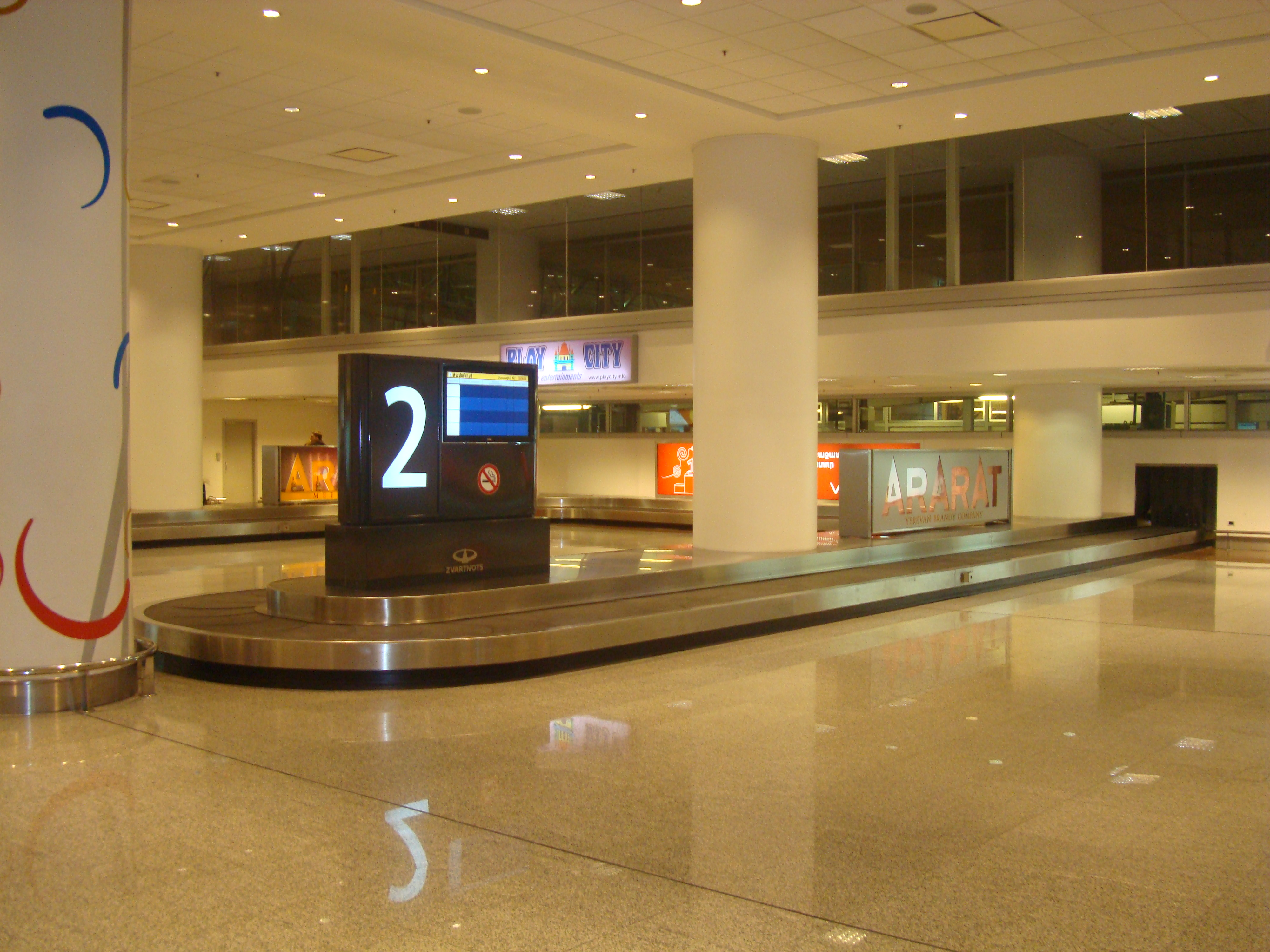
Зал отримання багажу пасажирів міжнародних авіаліній
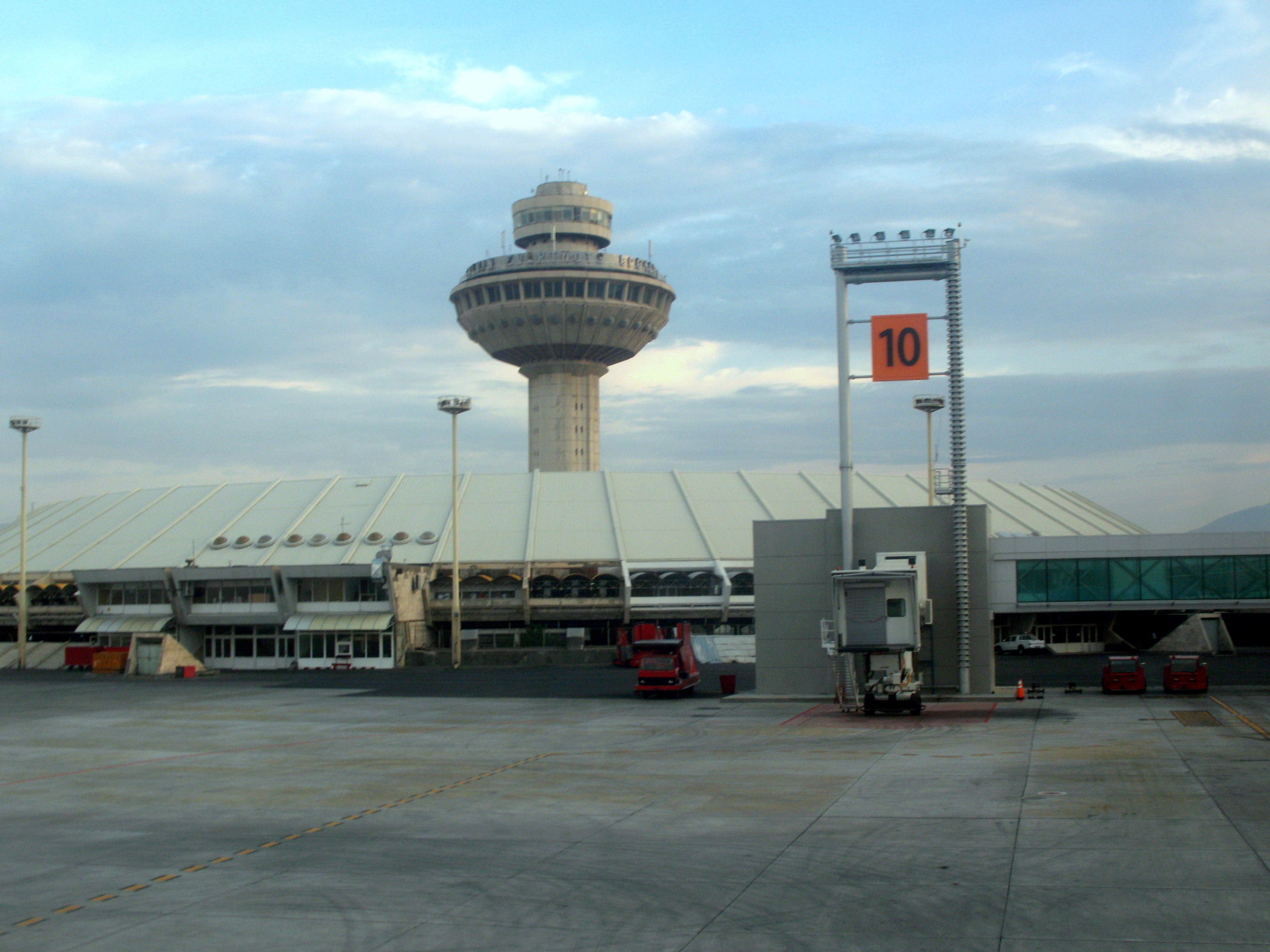
Старий аеровокзал - один з символів Єревана
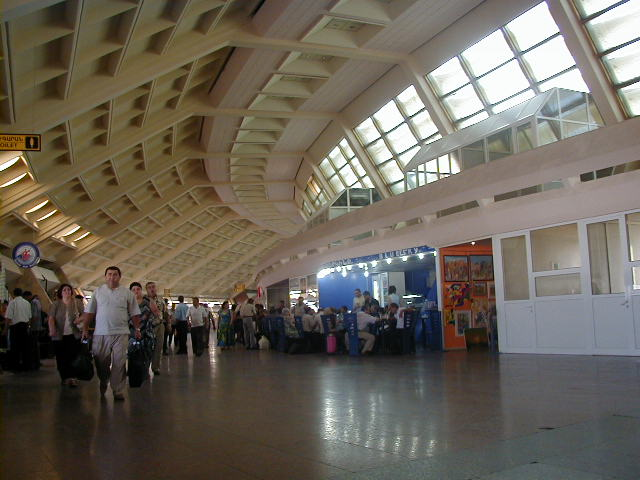
В залі старого аеровокзалу
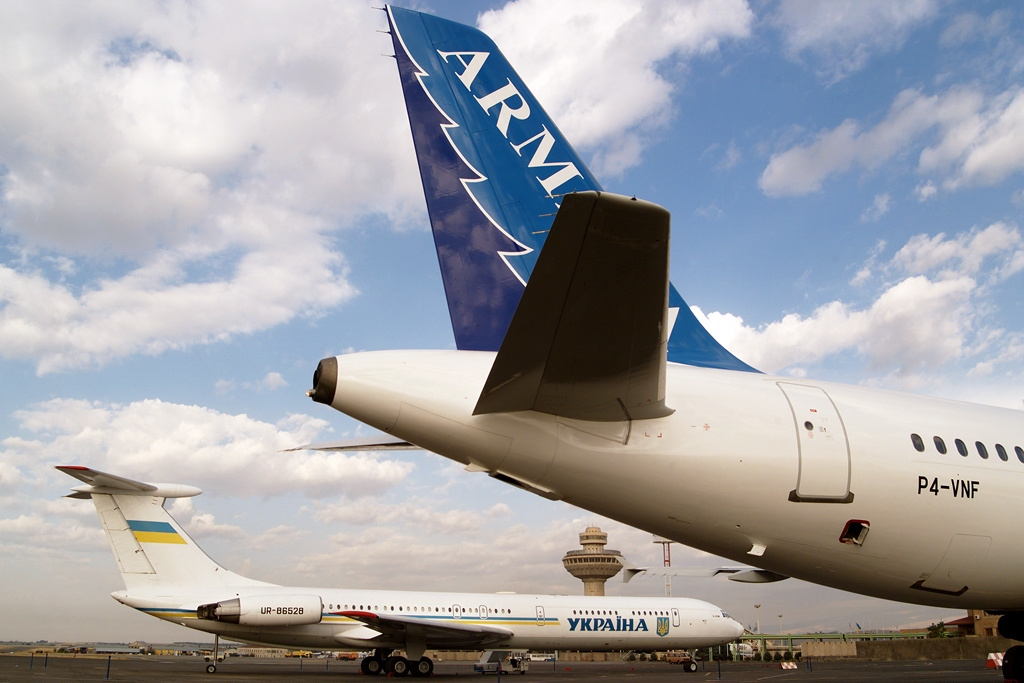
Український урядовий літак Іл-62М в аеропорту Звартноц (на задньому плані)